# Marthe Brandés
Marthe Brandés, pseudonimo di Josephine Brunscwig (Parigi, 1862 – Parigi, 1930), è stata un'attrice teatrale francese.
Dopo il grande debutto al Théâtre de Vaudeville, divenne membro della Comédie-Française nel 1896.
Femme fatale e rubacuori, fu sensibile interprete di Alexandre Dumas (figlio), Georges de Porto-Riche e Paul Bourget.

## Teatro
- 1892 : Les paroles restent de Paul Hervieu, Théâtre du Vaudeville
- 1901 : L'Énigme de Paul Hervieu, Comédie-Française
- 1903 : L'Adversaire d'Emmanuel Arène et Alfred Capus, Théâtre de la Renaissance
- 1904 : Amoureuse de Georges de Porto-Riche, Théâtre de la Renaissance
- 1905 : Monsieur Piégois d'Alfred Capus
- 1905 : Bertrade de Jules Lemaître, Théâtre de la Renaissance
- 1908 : Un divorce de Paul Bourget et André Cury, Théâtre du Vaudeville
- 1909 : La Massière de Jules Lemaître, Théâtre de la Porte Saint-Martin
- 1911 : La Flambée de Henry Kistemaeckers, Théâtre de la Porte-Saint-Martin
- 1914 : Le destin est maître de Paul Hervieu, Théâtre de la Porte Saint-Martin